# Cenophengus longicollis
Cenophengus longicollis är en skalbaggsart som beskrevs av Wittmer 1976. Cenophengus longicollis ingår i släktet Cenophengus och familjen Phengodidae. Inga underarter finns listade i Catalogue of Life.